# Biblis
Biblis är en kommun och ort i Kreis Bergstraße i Regierungsbezirk Darmstadt i förbundslandet Hessen i Tyskland.
I Biblis har det också funnits ett kärnkraftverk som var i drift åren 1974 och 2011.